# Антиген-антитело интеракција
Антиген-антитело интеракција, или антиген-антитело реакција је специфична хемијска интеракција између антителаАнтитело (произведених од стране Б ћелијe белим крвним зрнацима) и антигенa у току имуне реакције. То је основна реакција у телу којом је тело заштићено од сложених страних молекула, као што су патогени молекули и њихових хемијски токсини. У крви антигени су специфично везани антителима како би формирали антиген-антитело комплекс. Имуни комплекс се затим транспортује до ћелијских система где се може уништени или деактивирати.
Први тачан опис антиген-антитело интеракције дао је Ричард Ј. Голдберг на Универзитету Висконсин у 1952. Постао је познат под називом "Голдберг теорија" (антиген-антитело реакције).

## Типови
Постоји неколико типова антитела и антигена, а свако антитело способно је да се веже само за одређени антиген. Специфичност везивања настаје због специфичног хемијског састава свакoг антитела. Антигена детерминанта или епитоп је препозната од стране антигена везивања (који је антитело) смештеног у варијабилном региону полипептидног ланца. Варијабилни регион има хипер-варијабилне регионе који је јединствена аминокиселинска секвенца у сваком антителу. Антигени су везани за антитела слабим и нековалентним интеракцијама, као што су електростатичке интеракције , водоничне везе , Ван дер Валс-ове силе , и хидрофобне интеракције.
Принципи специфичности и унакрсне интеракције антиген-антитело су корисни у клиничкој лабораторији за дијагноатичке сврхе. Једна основна примена је одређивање АБО крвне групе. Такође се користи као молекуларна техника за инфицирање различитим патогенима, као што су ХИВ, микроби и цревна глиста паразит.

## Структура антитела
У антитела, Фаб (фрагмент антиген-везујући) регион формиран је од амино-терминалног краја лаких и тешких ланаца имуноглобулин полипептида. Овај регион назван В (варијабилни) састоји се од аминокиселинских секвенци које дефинишу сваку врсту антитела и њихов афинитет везивања за антиген. Комбиновањем секвенци варијабилног лаког ланца (В Л ) и променљивог сегмента тешког ланца (В Х ) стварају се три хиперваријабилна региона (ХВ1, ХВ2 и ХВ3). У В Л приближни остатака 28 до 35, од 49 до 59 и од 92 до 103. ХВ3 је најваријабилнији део. Стога ови региони су паратопе, место везивања антигена. Остатак В региона између хиперваријабилни регионa назива се оквирни регион. Сваки В домаин има четири оквира домена, односно ФР1, ФР2, ФР3 и ФР4.

## Хемијска основа антиген-антитело интеракције
Антитела се везују за антигене преко слабих хемијских интеракција, а везивање је у суштини нековалентно . Електростатичке интеракције, водоничне везе, ван дер Валс-ове силе, и хидрофобне интеракције могу бити укључене у интеракцију, у зависности од интеракције.

### Афинитет интеракције
Антиген и антитело интерагују са високим афинитетом везивања (слично као и кључ-брава модел). Динамичка равнотежа постоји ради везивања. На пример, реакција је реверзибилна један, и може се изразити као:
Равнотежна константа асоцијације може да се представља као:
{\displaystyle [Ab]+[Ag]\leftrightharpoons [AbAg]}
где к је равнотежна константа.
Реципрочно константа дисоцијације ће бити:
{\displaystyle K_{a}={\frac {k_{on}}{k_{off}}}={\frac {[AbAg]}{[Ab][Ag]}}}
Међутим, овe једначине применљиве су само на један антиген на једном антителу. Пошто антитело нужно има два паратопа, и у многим околностима компликују везивање, више везујућe равнотежe се могу сумирати као:
{\displaystyle K_{a}={\frac {k_{on}}{k_{off}}}={\frac {[AbAg]}{[Ab][Ag]}}} = r/c(n-r)
где, у равнотежи, C је концентрација слободног лиганда, R представља однос концентрације везаног лиганда према концентрацији укупног антитела и N је максимални број везујућих места на молекулу антитела (Валентност антитела).
Укупна снага везивања антитела на антиген назива се афинитетом ка том антигену. Пошто су антитела бивалентна или поливалентна, представљају се и као збир јачина појединих интеракција антитела-антигена. Снага појединачне интеракције између једног везивања антитела и његове циљне епитопије назива афинитетом те интеракције. Склоност и афинитет може се претпоставити по дисоцијацији интеракције коју описују. Што је нижа константа дисоцијације, већи је афинитет, а јача интеракција.

## Примена
Антиген-антитело интеракција се користи у лабораторијским техникама за серолошки тест компатибилности крви и разних патогених инфекција. Најосновнији је одређивање група АБО крвних, што је корисно за трансфузију крви. Софистицираније апликације укључују ЕЛИСА тест.